# Donna al bagno
Donna al bagno è un dipinto a olio su tela (43,5x30 cm) realizzato tra il 1890 ed il 1891 dalla pittrice Mary Cassatt.
Fa parte di una collezione privata.
L'opera appartiene a una serie di 10 stampe a colori prodotte per una mostra del 1891 alla Galerie Durand-Ruel. Raffigura una donna, la domestica o la balia, che si china sul lavabo per lavarsi, mostrando la schiena nuda.